# Khéphren et la Pyramide du Sphinx
Khéphren et la Pyramide du Sphinx est un roman de Guy Rachet publié en 1998. C'est le quatrième tome de la pentalogie « Le Roman des Pyramides ».

## Résumé
L'intrigue du roman se déroule en Égypte ancienne, dans l'Ancien Empire de la IVe dynastie, sous le règne du pharaon Khéphren, vers la fin du XXVe ou le début du XXIVe siècle av. J.-C.
Hénoutsen apprend à Khéphren que Hori n'est pas mort et ils lancent une expédition vers la Mer morte pour le retrouver. Mais Persenti épouse Khéfren qui reprend la construction du Sphinx mais avec son visage à lui. Hori va à l'archipel de Dilmoun et y fait une fille à Sedouri. Khéfren prend Hedjekenou pour 4e femme. Hori rentre à Memphis au moment des obsèques de sa mère Mérititès et apprend que Persenti a un fils de lui, Nékaouré, dont Khéfren est officiellement le père. Khéfren nomme Hori responsable d'Héliopolis et lui confie l'éducation de ses enfants. Khéfren déclare officiellement devant le Sphinx que son fils Mykérinos est son successeur. Il meurt après la fin de ses chantiers.